# Кемер (Ордабасинский район)
Кемер (каз. Кемер) — село в Ордабасинском районе Туркестанской области Казахстана. Входит в состав Бугунского сельского округа. Код КАТО — 514635200.

## Население
В 1999 году население села составляло 303 человека (147 мужчин и 156 женщин). По данным переписи 2009 года, в селе проживало 198 человек (106 мужчин и 92 женщины).